# Drafi Deutscher
Pour les articles homonymes, voir Deutscher.
Drafi Deutscher, né Drafi Franz Richard Deutscher le 9 mai 1946 à Berlin et mort le 9 juin 2006 à Francfort-sur-le-Main, est un chanteur et compositeur allemand.

## Biographie
Il est né Drafi Franz Richard Deutscher à Berlin. Sa chanson la plus connue était le schlager de 1965 intitulé "Marmor, Stein und Eisen bricht" qui s'est vendue à plus d'un million d'exemplaires, et a été récompensé disque d'or. La chanson a été incluse dans le film de 2006 intitulé Beerfest, durant l'Oktoberfest. Entre 1964 et 1966, Deutscher devient célèbre en Allemagne grâce à ses chansons, notamment grâce à : Shake Hands (1964 # 1), Keep Smiling (1964 # 7), Cinderella Baby (1965 #3), Heute male ich dein Bild, Cindy-Lou (1965 # 1). Après son hit de 1965 intitulé Marmor, Stein und Eisen bricht, sa carrière en Allemagne battait son plein jusqu'à ce qu'il soit accusé d'outrage public à la pudeur (Erregung öffentlichen Ärgernisses) après avoir uriné sur un balcon lorsqu'il était saoul, à la vue d'enfants d'école qui le regardaient.
Il a également composé certains chansons pour Boney M, Nino de Angelo et Tony Christie. Durant les années 1980, il achève son duo musical avec le groupe Mixed Emotions, avec Oliver Simon. Deutscher a également travaillé avec Christopher Evans-Ironside (en), en collaboration, formant le groupe Masquerade, et leur hit Guardian Angel.
Deutscher meurt d'une insuffisance cardiaque en 2006 à Francfort-sur-le-Main, à l'âge de 60 ans.

## Discographie
- Shake Hands! Keep Smiling!, 1964
- Drafi!, 1966
- Weil ich Dich liebe, 1971
- Die Welt von heut (Groupe "Wir"), 1972
- Gute Tage & schlechte Tage, 1973
- Happy Rummel Music ("M.. Walkie Talkie"), 1977
- Lost in New York City, 1981
- Drafi, 1982
- The Sound of Masquerade ("Masquerade"), 1984
- Krieg der Herzen, 1985
- Gemischte Gefühle, 1986
- Deep From the Heart (Mixed Emotions), 1987
- Diesmal für immer, 1987
- Just For You (Mixed Emotions), 1988
- Steinzart – Die besten Jahre, 1988
- Lost in New York City (remix), 1989
- Über Grenzen geh'n, 1989
- Side by Side (avec Andreas Martin), 1991
- Wie Ebbe und Flut, 1992
- So viele Fragen, 1996
- Zukunft, 1998
- We Belong Together, 1999
- Wer war Schuld daran, 2002
- Diesseits von Eden – Die große Drafi Deutscher Hit-Collection, 2006
- The Last Mile, 2007
- Drafi (Remasteurisation de l'album de 1982 avec six pistes bonus), 2008